# Pirapemas (ort)
Pirapemas är en ort i Brasilien.   Den ligger i kommunen Pirapemas och delstaten Maranhão, i den nordöstra delen av landet, 1 400 km norr om huvudstaden Brasília. Pirapemas ligger 36 meter över havet och antalet invånare är 6 439.
Terrängen runt Pirapemas är platt. Närmaste större samhälle är Cantanhede, 19,9 km nordväst om Pirapemas.
Omgivningarna runt Pirapemas är huvudsakligen savann. Runt Pirapemas är det glesbefolkat, med 20 invånare per kvadratkilometer.